# Parigi-Roubaix 1922
La Parigi-Roubaix 1922, ventitreesima edizione della corsa, fu disputata il 16 aprile 1922, per un percorso totale di 262 km. Fu vinta dal belga Albert Dejonghe giunto al traguardo con il tempo di 7h47'00" alla media di 33,662 km/h davanti ai connazionali Jean Rossius e Émile Masson Sr..
Presero il via da Suresnes 148 ciclisti, 81 di essi tagliarono il traguardo di Roubaix.

## Ordine d'arrivo (Top 10)
| Pos. | Corridore         | Squadra          | Tempo    |
| ---- | ----------------- | ---------------- | -------- |
| 1    | Albert Dejonghe   | -                | 7h47'00" |
| 2    | Jean Rossius      | La Française     | a 6'00"  |
| 3    | Émile Masson Sr.  | Alcyon-Dunlop    | s.t.     |
| 4    | Paul Deman        | Automoto-Russell | a 8'00"  |
| 5    | Charles Lacquehay | -                | a 10'00" |
| 6    | Gaetano Belloni   | Bianchi-Salga    | a 11'30" |
| 7    | Alfons Van Hecke  | -                | s.t.     |
| 8    | Léon Scieur       | La Française     | a 13'30" |
| 9    | Marcel Gobillot   | -                | s.t.     |
| 10   | Henri Pélissier   | Automoto-Russell | s.t.     |